# 前513年
| 千纪： | 前1千纪 |
| 世纪： | 前7世纪 \| 前6世纪 \| 前5世纪 |
| 年代： | 前540年代 \| 前530年代 \| 前520年代 \| 前510年代 \| 前500年代 \| 前490年代 \| 前480年代 |
| 年份： | 前518年 \| 前517年 \| 前516年 \| 前515年 \| 前514年 \| 前513年 \| 前512年 \| 前511年 \| 前510年 \| 前509年 \| 前508年                                                                          |
| 纪年： | 周敬王七年 魯昭公二十九年 齐景公三十五年 晋顷公十三年 秦哀公二十四年 宋景公四年 楚昭王三年 卫灵公二十二年 陈惠公二十一年 蔡昭侯六年 曹声公二年 郑献公元年 燕平公十一年 吳王阖闾二年 杞悼公五年 |

## 大事記
- 周敬王處死原支持王子朝的家族勢力，如召简公、尹文公及原伯魯之子。
- 晋国大夫趙鞅、荀寅鑄鼎，刻所著法律條文，史稱刑鼎。孔子、蔡墨責之。
- 魯昭公由齊国奔晉国，居乾侯城。
- 大流士一世征服希臘色雷斯東部，然後跨過多瑙河，進攻歐洲的斯基泰人。

## 逝世
- 前513年農曆三月，召简公，被周敬王派人誅殺。
- 尹文公
- 叔诣
- 要离